# Octan olovnatý
Octan olovnatý (Plumbum aceticum, Saccharum saturni, též sladké olovo, olověný cukr; systematický název je ethanoát olovnatý) je jedovatá sloučenina olova s širokým využitím. Krystalizuje jako trihydrát a dekahydrát.

## Příprava
Připravuje se rozpouštěním oxidu olovnatého v ledové kyselině octové
PbO + 2 CH3COOH → Pb(CH3COO)2 + H2O.

## Vlastnosti
Trihydrát octanu olovnatého se vyskytuje jako bezbarvý nebo bílý prášek, granulky nebo jednoklonné krystalky, slabě zapáchající po kyselině octové. Má nasládlou chuť a je dobře rozpustný ve vodě a glycerolu, hůře v ethanolu a acetonu.
Při teplotě 75 °C se zbavuje krystalické vody a mění se na bezvodý octan olovnatý, který se při teplotě kolem 280 °C rozkládá.
Na vzduchu za přítomnosti vlhkosti reaguje s oxidem uhličitým za vzniku špatně rozpustného uhličitanu olovnatého
(CH3COO)2Pb + CO2 + H2O → PbCO3 + 2 CH3COOH.

## Použití

### Současné použití
Je používán při barvení bavlny, jako součást impregnačních prostředků k nepromokavé úpravě tkanin, k ochraně dřeva proti vodě, k výrobě různých barev a natěrových hmot (jako sikativum), k přípravě jiných olovnatých solí (především uhličitanu olovnatého, chromanu olovnatého, solí vyšších alifatických kyselin, tzv. olovnatého mýdla), jako činidlo v analytické chemii, při výrobě kosmetických prostředků a parfémů a v medicíně (max. denní dávka 0,1 g).

### Historické použití
Starověcí Římané ho používali jako sladidlo a vyráběli ho vařením vinného moštu v olověných nádobách. Vzniklý sirup se nazýval defrutum a byl koncentrován na výsledný sirup zvaný sapa.
Ve středověku na počátku novověku se v silných dávkách (řádově gramy) používal k léčbě pohlavních chorob a déletrvajících průjmů. To vedlo v řadě případů k chronickým otravám olovem u pacientů, ovšem často až po předchozím zlepšení a po tak dlouhé době, že si jej tehdejší lékaři a léčitelé nedokázali s těmito příznaky spojit. Ještě poměrně nedávno se používal k léčbě průjmu ve veterinární praxi u dobytka.
V počátcích používání zbraní na černý střelný prach se používal k napouštění rostlinných vláken. Vznikl tak doutnák, hořící rychlostí cca 10 cm/hod i ve vlhkém podnebí. Využíval jej doutnákový zámek u mušket a arkebuz.

## Toxicita
Smrtící dávka pro člověka se udává obvykle 20–30 g; existují však údaje o úmrtí po podání již 5 g. Každopádně dlouhodobější konzumace dávek v řádu gramů vede k chronické otravě olovem. U laboratorních krys byla stanovena smrtelná dávka LD50 4 665 mg/kg při podání v potravě, resp. 200 mg/kg při injekční aplikaci do dutiny břišní (intraperitoneálně).
Má silné abortivní a teratogenní účinky. Jako u všech rozpustných solí dvojmocného olova byla i u této látky prokázána na laboratorních zvířatech také karcinogenicita.

## Zajímavosti
Ve starověku v Římě vyráběný sirup sapa, používaný k výrobě populárních sladkých vín, obsahoval díky výrobním postupům vysoký obsah olověného cukru a předpokládá se, že stojí za úmrtím řady významných římských osobností.
Na otravu sladkým olovem patrně zemřel papež Klement II.; těžko ale říci, zda šlo o travičství, nebo o nežádoucí důsledek léčby.